# Обвързан
„Обвързан“ (на английски: Bound) е американски криминален филм с елементи на еротичен трилър от 1996 година на режисьорите Братя Уашовски по техен собствен сценарий.
В центъра на сюжета е любовната връзка между любовница на гангстер и нейна съседка и опита на двете да откраднат голяма сума пари от мафията, като натопят за това гангстера. Главните роли се изпълняват от Дженифър Тили, Джина Гершон, Джо Пантолиано.
„Обвързан“ е режисьорският дебют на сестрите Уашовски.